# (36266) 1999 XA192
1999 XA192 (asteroide 36266) é um asteroide da cintura principal. Possui uma excentricidade de 0.09406210 e uma inclinação de 5.76209º.
Este asteroide foi descoberto no dia 12 de dezembro de 1999 por LINEAR em Socorro.